# Margot Glockshuber
Margot Glockshuber (* 26. Juni 1949 in Frankfurt am Main) ist eine ehemalige deutsche Eiskunstläuferin, die im Paarlauf startete.
Sie repräsentierte den SC Riessersee. Ihr Eiskunstlaufpartner war Wolfgang Danne. Mit ihm wurde sie 1967 und 1968 deutsche Paarlaufmeisterin. Im Zeitraum von 1965 bis 1968 bestritten Glockshuber und Danne Welt- und Europameisterschaften. Bei Europameisterschaften gewannen sie 1966 die Bronzemedaille und 1967 die Silbermedaille. Ihre einzige Weltmeisterschaftsmedaille gewannen sie 1967 in Wien, dort wurden sie Vizeweltmeister hinter Ljudmila Beloussowa und Oleg Protopopow aus der Sowjetunion. Bei den Olympischen Spielen 1968 in Grenoble errang das Paar Bronze. Nach dem Ende ihrer Amateurkarriere traten Glockshuber und Danne bis 1972 bei der Eisrevue Ice Capades auf.
Für ihre sportlichen Leistungen wurde sie am 11. Dezember 1965 zusammen mit ihrem Paarlaufpartner mit dem Silbernen Lorbeerblatt ausgezeichnet.

## Ergebnisse

### Paarlauf
(mit Wolfgang Danne)
| Wettbewerb / Jahr        | 1965 | 1966 | 1967 | 1968 |
| ------------------------ | ---- | ---- | ---- | ---- |
| Olympische Winterspiele  |      |      |      | 3.   |
| Weltmeisterschaften      | 11.  | 4.   | 2.   | Z    |
| Europameisterschaften    | 7.   | 3.   | 2.   | 4.   |
| Deutsche Meisterschaften | 2.   | 3.   | 1.   | 1.   |

- Z = Zurückgezogen